# Guadasséquies (kommun)
Guadasséquies är en kommun i Spanien.   Den ligger i provinsen Província de València och regionen Valencia, i den östra delen av landet, 300 km sydost om huvudstaden Madrid. Antalet invånare är 447. Arean är 3,3 kvadratkilometer. Guadasséquies gränsar till Xàtiva och Alfarrasí. 
Terrängen i Guadasséquies är platt.